# أليس كريلمان
أليس كريلمان (بالإنجليزية: Alice Creelman)‏ هي تاجرة أعمال فنية أمريكية، ولدت في 1858 في مارييتا في الولايات المتحدة، وتوفيت في 1952.